# しのびね
『しのびね』は、平安時代末期に成立しその後散逸した王朝物語、ないしは南北朝時代に成立した前者の改作本をいう。典型的な悲恋遁世譚とされる。「しのびね」は悲恋に「しのび泣く」姫君を表すと考えられている。

## あらすじ
中納言は美貌の姫君と恋に落ちたが、父に恋を反対された中納言は父の決めた相手と結婚し、姫君と別れる。姫君は母の縁によって宮中の某所に移り住んだが、そうした姿を帝に見出される。それでも姫君は中納言（中将）のことを忘れられなかったが、偶然の機会に中将と姫君は宮中で再会した。しかし中将は姫君を拒否し、中将は出家する。姫君は帝の寵愛を受けて中宮に上りつめる。かつて中将と姫君との間に生まれた子はその後中将と再会する。